# 光洋精工

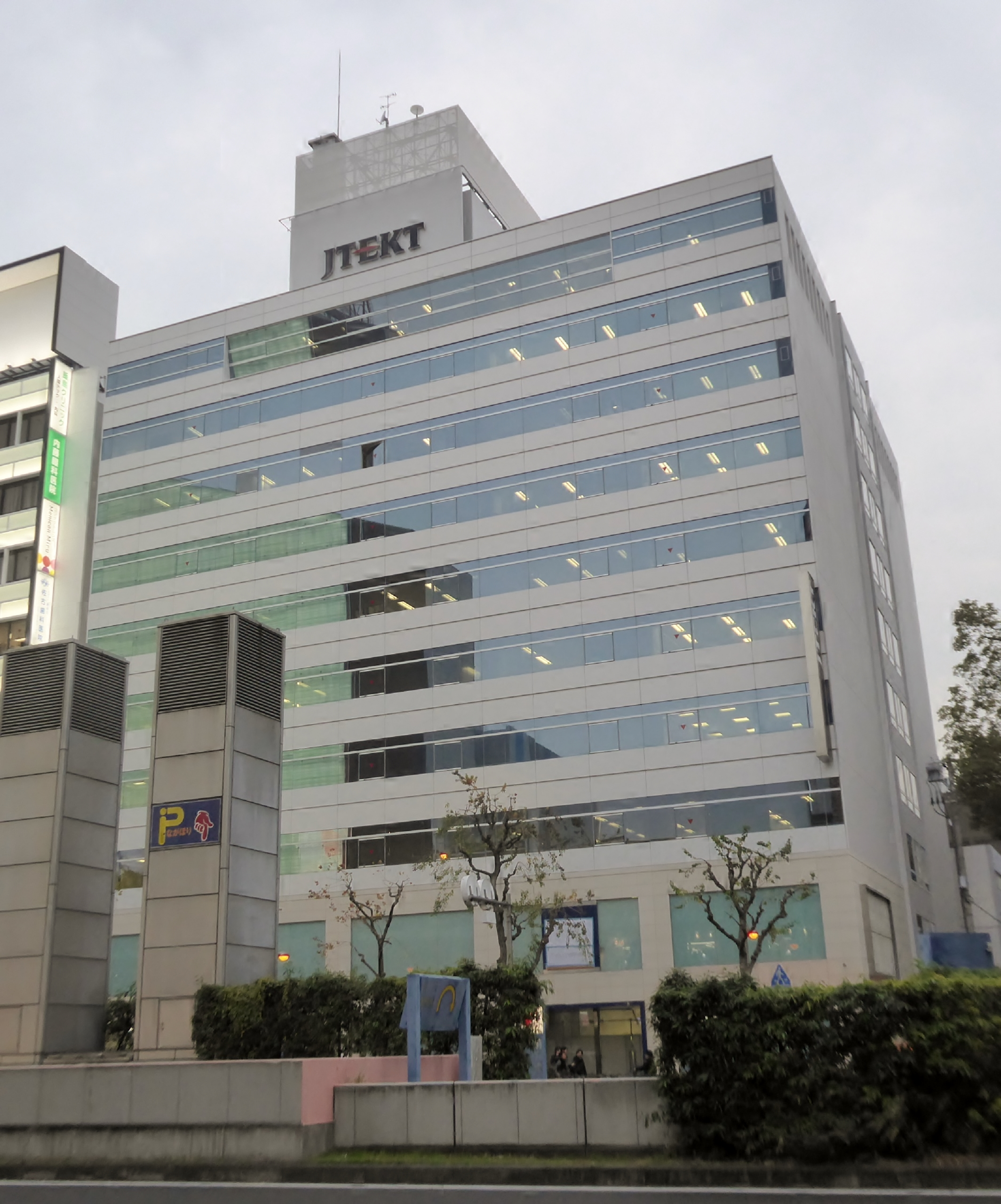
光洋精工時代に本社を構えていたジェイテクト大阪本社兼本店。

光洋精工株式会社（こうようせいこう、英: Koyo Seiko Co., Ltd.）は、かつて存在した日本のメーカー。日本精工、NTNと並び、軸受大手3社の一角を占めるトヨタグループの機械製造会社であった。2006年（平成18年）1月1日に豊田工機と合併し、ジェイテクトとなった。主力製品は軸受、自動車のステアリングである。

## 概要
- 証券コード : 6473
- 本社所在地 : 大阪府大阪市中央区南船場3丁目5番8号
- 設立 : 1935年（昭和10年）1月18日

## 沿革
- 1921年（大正10年） - 光洋精工社を創業。
- 1935年（昭和10年）1月18日 - 株式会社に組織変更。
- 1963年（昭和38年） - 大阪ベアリング製造株式会社（現・ダイベア株式会社）と業務提携。
- 2001年（平成13年） - 富士機工株式会社と業務提携。
- 2002年（平成14年） - ISO/TS16949認証を取得。
- 2006年（平成18年）1月1日 - 豊田工機株式会社と合併し株式会社ジェイテクトとなる。